# L'últim home que parlava català
L'últim home que parlava català és una novel·la de l'escriptor i diplomàtic Carles Casajuana, publicada a Barcelona per l'Editorial Planeta el 2009, i que va guanyar el Premi Ramon Llull de novel·la del mateix any.

## Argument
Ramón Balaguer és un escriptor que ha demanat una excedència per tal de dedicar-se a escriure una novel·la que té a veure amb una separació d'una parella. Viu en un bloc d'edificis del barri de la Ribera on només queda ell i li fan assetjament immobiliari per tal que abandoni el pis i així el propietari, un tal Soteras, tingui via lliure per reformar-lo i fer un autèntic joc d'especulació. Però ell no el vol deixar, almenys no fins que no acabi la novel·la, a la qual ha dedicat molts esforços de concentració i econòmics.
Un dia veu com algú ha ocupat un dels pisos buits, es pensa que és una jugada de Soteras i s'intranquil·litza, però descobreix que es tracta d'un ocupa espontani i que a més és escriptor, de nom Miquel Rovira. Està escrivint una novel·la sobre l'últim home que parlava català, des d'un punt de vista policíac, esbrinant les causes i en un principi sense discurs moral. Durant la novel·la anirem veient el procés d'escriptura i el contingut d'aquesta novel·la.
Rovira coneix Balaguer d'altres novel·les que ha escrit, però li critica que escriu en un castellà forçat, massa català, cosa que Balaguer no troba encertat. Entre ells sorgeix una amistat i comencen a fer coses junts. Un dia van a sopar amb la colla d'en Rovira i Balaguer pot veure com són tots bastant fonamentalistes amb el català, però alhora també la Rosa, la parella d'en Miquel, amb qui comença una relació amorosa.
Rovira quan sap el seu embolic s'empipa, però el perdona a través de la passió literària i creadora que tenen tots dos. Mentrestant, Soteras continua assetjant Balaguer, descobreix Rovira i tapia la porta del pis que ocupava. També la relació entre en Balaguer i la Rosa va a més, però quan aquesta veu que la literatura és més important que ella, que no es decideix a agafar els diners que li ofereixen pel pis i iniciar una vida en comú, el deixa. Al final també assistim a la conclusió de la novel·la sobre la desaparició del català de Rovira. A més, veiem com resta oberta la història de l'assetjament de Balaguer i la seva novel·la.
La novel·la és una reflexió sobre la situació de la llengua i sobre la literatura i el procés de creació, els autors, la seva tria lingüística i com la literatura és incompresa i costa d'entendre els qui la fan.